# Фотовольтаический эффект
Фотовольтаический эффект (фотогальванический эффект) представляет собой химическое и физическое явление и характеризуется возникновением напряжения или электрического тока в веществе под воздействием света. Впервые его наблюдал французский физик А. Э. Беккерель в 1839 году.
Фотовольтаический эффект напрямую связан с фотоэлектрическим эффектом, однако, это различныe процессы. При попадании света на поверхность вещества, электроны в основном состоянии поглощают энергию фотона и, возбуждаясь, переходят на новый энергетический уровень, где становятся свободными. Свободные электроны перемещаются под действием внутреннего электрического поля (потенциал Гальвани) к аноду. Положительный заряд, компенсирующий отрицательный заряд свободных электронов, называется дырка, и соответственно перемещается к катоду. Процесс, в котором два фотона поглощаются одновременно, называется двуфотонным фотовольтаическим эффектом.
Фотовольтаический эффект применяется для измерения интенсивности падающего света (например в фотодиодах и полупроводниковых фотоэлементах) или для получения электричества в солнечных батареях.
Из-за разницы в структуре вещества необходимо различать фотовольтаический эффект в неорганических кристаллических структурах, например, в кремниевых кристаллических батареях, и полимерных полупроводниках в полимерных солнечных батареях.